# Dawson (Nebraska)
Dawson es una villa ubicada en el condado de Richardson en el estado estadounidense de Nebraska. En el Censo de 2010 tenía una población de 146 habitantes y una densidad poblacional de 262,19 personas por km².

## Geografía
Dawson se encuentra ubicada en las coordenadas 40°7′51″N 95°49′48″O / 40.13083, -95.83000. Según la Oficina del Censo de los Estados Unidos, Dawson tiene una superficie total de 0.56 km², de la cual 0.55 km² corresponden a tierra firme y (0.93%) 0.01 km² es agua.

## Demografía
Según el censo de 2010, había 146 personas residiendo en Dawson. La densidad de población era de 262,19 hab./km². De los 146 habitantes, Dawson estaba compuesto por el 100% blancos, el 0% eran afroamericanos, el 0% eran amerindios, el 0% eran asiáticos, el 0% eran isleños del Pacífico, el 0% eran de otras razas y el 0% pertenecían a dos o más razas. Del total de la población el 2.05% eran hispanos o latinos de cualquier raza.